# Stanisław Włodarczyk
Stanisław Włodarczyk (ur. 2 października 1919 w Warszawie, zm. 9 czerwca 1993) – polski inżynier leśnictwa i polityk, poseł na Sejm PRL V, VI i VII kadencji.

## Życiorys
Był synem Stanisława i Zofii. Uzyskał wykształcenie wyższe. Z zawodu był inżynierem leśnictwa i w tym zawodzie pracował po zakończeniu II wojny światowej, ukończywszy różne kursy. Kolejno był leśniczym, nadleśniczym i od stycznia 1953 do kwietnia 1958 dyrektorem Regionu Lasów Państwowych w Wałczu.
W 1946 wstąpił do Stronnictwa Ludowego, a wraz z nim w 1949 do Zjednoczonego Stronnictwa Ludowego. W latach 1953–1962 był wiceszefem powiatowych struktur partii w Wałczu, następnie do 1964 sekretarzem Wojewódzkiego Komitetu ZSL w Koszalinie, zaś w latach 1964–1968 i 1979–1980 wiceprezesem, a w okresie 1968–1979 i 1980–1981 prezesem WK ZSL w Koszalinie. Od marca 1969 do grudnia 1980 zasiadał w Naczelnym Komitecie tej partii.
W latach 1958–1962 był przewodniczącym prezydium Powiatowej Rady Narodowej w Wałczu, a od 1964 do 1968 wiceprzewodniczącym Wojewódzkiej Rady Narodowej w Koszalinie. W 1969, 1972 i 1976 uzyskiwał mandat posła na Sejm PRL w okręgu Koszalin. W trakcie V i VI kadencji zasiadał w Komisji Leśnictwa i Przemysłu Drzewnego, a w trakcie VI i VII w Komisji Gospodarki Morskiej i Żeglugi, której był zastępcą przewodniczącego (w trakcie VII kadencji).
Pochowany na Cmentarzu Komunalnym w Bydgoszczy.

## Odznaczenia
- Order Sztandaru Pracy II klasy
- Krzyż Kawalerski Orderu Odrodzenia Polski
- Złoty Krzyż Zasługi
- Srebrny Krzyż Zasługi (dwukrotnie)
- Medal 10-lecia Polski Ludowej (1955)[2]